# Alfred von Martin
Alfred von Martin (* 24. Juli 1882 in Berlin; † 11. Juni 1979 in München) war ein deutscher Historiker und Soziologe und einer der letzten Fachvertreter aus den Gründungsjahren der deutschen Soziologie, der in der Bundesrepublik Deutschland lehrte und publizierte. Basis seiner Zeitdiagnosen sind die Historische Soziologie und die Kultursoziologie. Alfred von Martin veröffentlichte wissenschaftliche Texte während eines Zeitraums von siebzig Jahren.

## Leben

### Kaiserreich
Alfred von Martin kam aus einer Unternehmerfamilie. Sein Vater, Friedrich Martin, war zusammen mit Hermann Fölsch Teilhaber der Firma „Fölsch & Martin“, die Salpeterwerke in Taltal (Chile) betrieb und ein Kontor in Hamburg hatte. Sein Großvater mütterlicherseits, der Gutsbesitzer Otto Roestel, war ebenfalls unternehmerisch in der Salpeterindustrie tätig. Kurz nach der Geburt des Sohnes erwarb Friedrich Martin ein Rittergut in Rothenburg an der Neiße und gründete nach den Angaben des Genealogischen Handbuch des Adels für die Besitzung um Schloss Rothenburg gleich einen Familienfideikommiss. 1907 wurde er in den erblichen Adelsstand erhoben. Den genannten Gutsbesitz in der Oberlausitz übernahm später der jüngere Bruder Hans von Martin.
Erheblicher Immobilienbesitz sicherte Alfred von Martin über weite Strecken seines Lebens finanziell gut ab. Bis zum Eintritt ins Gymnasium wurde er von einem Privatlehrer auf dem Gut unterrichtet. Nach dem Abitur in Görlitz studierte er Rechts- und Staatswissenschaften an den Universitäten Breslau, Lausanne, Tübingen und München. 1906 schloss er sein erstes Studium mit der Promotion zum Dr. jur. ab. Danach studierte er Geschichte an den Universitäten Freiburg (dort insbesondere bei Friedrich Meinecke), Heidelberg, Leipzig, Berlin, Florenz und Rom. Mit der Promotion zum Dr. phil. beendete er 1913 diese Studien. Während des Ersten Weltkrieges, an dem er als Leutnant der Reserve teilnahm, habilitierte sich von Martin 1915 im Fach Mittlere und Neuere Geschichte an der Universität Frankfurt am Main.
Zu Alfred von Martins Hobbys gehörte das Bergsteigen. Er schrieb auch Artikel in Fachzeitschriften zu diesem Thema.

### Weimarer Republik und Drittes Reich
Nach Kriegsende ernannte die Universität Frankfurt am Main ihn zum außerordentlichen Professor. Seit 1924 lehrte er mit diesem Status an der Universität München Geschichte. 1931 wechselte er als Honorarprofessor an die Universität Göttingen und wurde dort Direktor des neuen „Soziologischen Seminars“.
Angesichts der politischen Verhältnisse ließ er sich schon 1932 dauerhaft von seinen universitären Aufgaben beurlauben (für die er als Honorarprofessor keine Vergütung erhalten hatte), zog sich nach München zurück und ging als Privatgelehrter in die sogenannte innere Emigration. Er war nach eigenen Worten nicht bereit gewesen
„nach Aufhebung der Lehrfreiheit weiter zu dozieren, – umso weniger, als der Lehrauftrag ein solcher ohne materielle Entschädigung war. Zwar hätte ich auch im anderen Falle nie etwas gegen meine Überzeugung gelehrt, mir aber dann vielleicht möglichst 'ungefährliche' Themen gesucht; so aber hatte ich keinen Grund, mich auf solche Winkelzüge einzulassen.“
Während der nächsten Jahre beschäftigte er sich mit der Renaissance und mit Jacob Burckhardt. Bereits vor 1933 charakterisierte er mit seiner Machiavelli-Rezeption den „Führerglauben“ als dekadent mit eindeutig aktuellem Bezug: „Machiavelli selbst glaubt gar nicht an den berufenen (aber nicht nur von ihm 'berufenen') Retter ... Er erwärmt sich (wie noch Hitler wieder) für den Typus der abenteuerlichen, verwegenen Landsknechte ... Die Diagnose, die dieser Arzt stellt, ist nicht falsch; doch seine Ätiologie ist einäugig. Selbst nicht mehr im Besitz gesunder Vorstellungen von dem, was zur Gesundheit gehört, verschreibt er der kranken Zeit als Heilmittel das faschistische Gift: den puren politischen Aktionismus – außerhalb einer echten Ordnung der Werte.“ Sein Buch Nietzsche und Burckhardt (München, 3. Auflage 1938, 4. Auflage 1941) war eine eindeutige Stellungnahme gegen das NS-Regime, was heftige Angriffe gegen ihn in der NS-Presse auslöste.

„Nichts weniger als eine nüchtern vergleichende Reportage haben wir vor uns, sondern eine der bewegendsten europäischen Auseinandersetzungen, vorgetragen von den bedeutendsten Zeugen in jenem Prozeß, den der geistige Umbruch des fin de siècle darstellt… eine hochdramatische Szene, auf die Höhe eines klassischen Dialogs gehoben durch eine Fülle von eingesprengten Zitaten und apostrophierten Begriffen… Wenn man sagt, daß auf den Schlachtfeldern des Geistes die Entscheidungen über die Zukunft fallen, lange bevor sie in der Realität ausgetragen werden, so können keine treffenderen Beispiele gefunden werden. In Alfred von Martins Buch ist eine Schicksalsstunde Europas gegenwärtig.“

Die erste Auflage seines Buches Die Religion in Jacob Burckhardts Leben und Denken (München 1942) wurde von der Gestapo beschlagnahmt, und er entging wohl nur durch Zufall der Verhaftung. Er hatte Kontakt zu Mitgliedern der Widerstandsgruppe Weiße Rose, im Frühjahr 1942 war Hans Scholl einige Male Gast im Haus von Alfred von Martin gewesen.

### Nach dem Zweiten Weltkrieg
Ab 1945 nahm von Martin seine Publikationstätigkeit wieder auf und bemühte sich um eine Stellung als Hochschullehrer. Durch den Zweiten Weltkrieg hatte er seinen gesamten Immobilienbesitz verloren, der ihn vorher finanziell unabhängig gemacht hatte. In der universitären Soziologie konnte er nicht mehr erfolgreich Fuß fassen – obwohl er Ehrenmitglied der Deutschen Gesellschaft für Soziologie war.
Dirk Kaesler charakterisiert von Martin folgendermaßen:
„Seiner skeptischen Grundhaltung entsprechend blieb er auch nach 1945 an der Universität eher ein Einzelgänger. Eine durchgängige Themenstellung seines Spätwerks war das Spannungsverhältnis von Gesellschaft und individueller Freiheit.“
Eine Rückkehr an die Universität Göttingen wurde ihm verwehrt. Von dort hieß es, er sei ein unzuverlässiger Kollege gewesen, er habe die Fakultät mit seinem Rückzug „im Stich“ gelassen. Er lehrte jedoch als Außenseiter seiner Disziplin, zuerst als Lehrbeauftragter an der Technischen Hochschule München (1946–1948), dann als außerordentlicher Professor und schließlich als emeritierter kommissarischer ordentlicher Professor an der Universität München (1948–1959). Dort verwaltete er den neugeschaffenen Soziologie-Lehrstuhl, bis dieser nach langen bildungspolitischen Querelen in der bayerischen Landespolitik mit Emerich K. Francis besetzt wurde. In München trat von Martin dem Kuratorium der 1959 gegründeten Deutsch-Israelischen Studiengruppe München bei.
Während dieser Zeit schrieb er die erste systematische Darstellung der Soziologie in der Bundesrepublik Deutschland (1956). Nach seinem Ausscheiden aus der akademischen Lehre (im 78. Lebensjahr) legte er noch ein umfängliches Alterswerk vor. Sein bürgerlich-kritischer Denkstil blieb in der universitären Soziologie ohne Nachfolger.
In einem Nachruf schrieb Rainer Lepsius über Alfred von Martin:
er stellte sich bewußt in den Dienst der von ihm bekannten Werte, skeptisch gegen alle Macht und die Techniken und Taktiken der Anpassung verachtend, persönliche Unabhängigkeit höher wertend als institutionellen Einfluß.

## Soziologisches Werk

### Soziologie des Bürgertums (Unternehmer und Intellektuelle)
Das soziologische Werk von Martins liest sich über weite Strecken wie eine Vorarbeit zu seiner geplanten, aber nicht mehr realisierten Soziologie des Bürgertums. Ausgehend von seinem Hauptwerk, der (auch ins Englische, Spanische, Niederländische und Japanische übersetzten) Soziologie der Renaissance, beschreibt er in seinen historisch-soziologischen Zeitdiagnosen das Bürgertum als Hauptakteur der kapitalistischen Entwicklungsdynamik. In der Renaissance habe der Wechsel von der statischen und kontemplativen Lebensweise des Mittelalters zur Aktivität des neuzeitlichen Wirtschaftsmenschen stattgefunden. Das moderne abendländische Bürgertum tritt nach von Martin in zwei Typen auf, dem des Unternehmers und dem des Intellektuellen. Beiden Typen schreibt er übereinstimmende charakteristische Eigenschaften zu, die es im Mittelalter ausgeprägt noch nicht gegeben habe: Individualität und Rationalität.
Durch die Entstehung von bürokratischer Staatlichkeit und Großunternehmen sei der ursprüngliche Bürger-Typus in seinen Handlungs- und Verhaltensweisen umgeprägt worden. Nach von Martin ist mit dem Ersten Weltkrieg der endgültige Wendepunkt hin zur „nachbürgerlichen Gesellschaft“ erreicht worden. Der nachbürgerliche Mensch sei – zu Lasten seiner Individualität – in Abhängigkeiten geraten, die sich durch Aufstiegsstreben innerhalb von Organisationen (nicht mehr durch selbstständiges unternehmerisches Agieren), durch Konformismus und Konsumorientierung ausdrücken. Auch die kulturtragende Intelligenz (Bildungsbürgertum) habe einen Bedeutungsverlust erlitten und sich zur allein technischen Intelligenz und zum Funktionärstum transformiert.

### Kritik der zeitgenössischen Soziologie
Diese Entwicklung zur Objektivierung habe sich nach dem Zweiten Weltkrieg beschleunigt und auch auf das Wissenschaftsverständnis der Soziologie ausgewirkt. Er (Alfred von Martin) habe in betonter Weise
„Gegenstellung bezogen zu allen denjenigen wissenschaftlichen Tendenzen, welche – teils kollektivistischen, teils amerikanisierenden Charakters – eine Soziologe anstreben, in welcher der Mensch ‚nicht vorkommt‘ oder doch nur als gegebenes Objekt quasitechnischer gesellschaftlicher Manipulation. Die dahin tendierende breite faktische Strömung zwar ist, als Problemkomplex der Gegenwartssoziologie, eine Thematik von besonders schwer lastendem Gewicht; aber gerade die heutige krisenhafte Bedrohung der Persönlichkeitswerte darf als Grund gelten, das Soziale im Zeichen des Humanen zu sehen. An und für sich hat Soziologie, als Wissenschaft, nichts zu tun mit Weltanschauung: ‚Funktionalismus‘ aber, auch ‚Rollen‘-spiel, ist (oder verrät) eine bestimmte Weltanschauung, auch wenn mans nicht weiß und es abstreiten würde.“

### Analyse der Klassengesellschaft
Neben der Soziologie des Bürgertums – und dort besonders der Intellektuellensoziologie – war von Martin nach 1945 auch mit der Analyse der Klassengesellschaft beschäftigt. Im Gegensatz zu Helmut Schelsky (und anderen führenden Soziologen der ersten Nachkriegsjahrzehnte) bestritt er die Existenz einer nivellierten Mittelstandsgesellschaft. Die Gegenwartsgesellschaft habe zwar gegenüber dem Kapitalismus des 19. Jahrhunderts erhebliche Wandlungen (Organisationsformen von Unternehmen, Differenzierung und nicht Vereinheitlichung der Arbeiterschaft, soziale Absicherung) erfahren, doch:
„Die wesentlichen Momente des Klassengegensatzes bestehen nach wie vor: die Zweiteilung in Planende und Anordnende ‚oben‘ und Gehorchende, Ausführende ‚unten‘, und mit dem Herrschaftsverhältnis der latente Interessenkonflikt.“

### Auseinandersetzung mit dem Nationalsozialismus

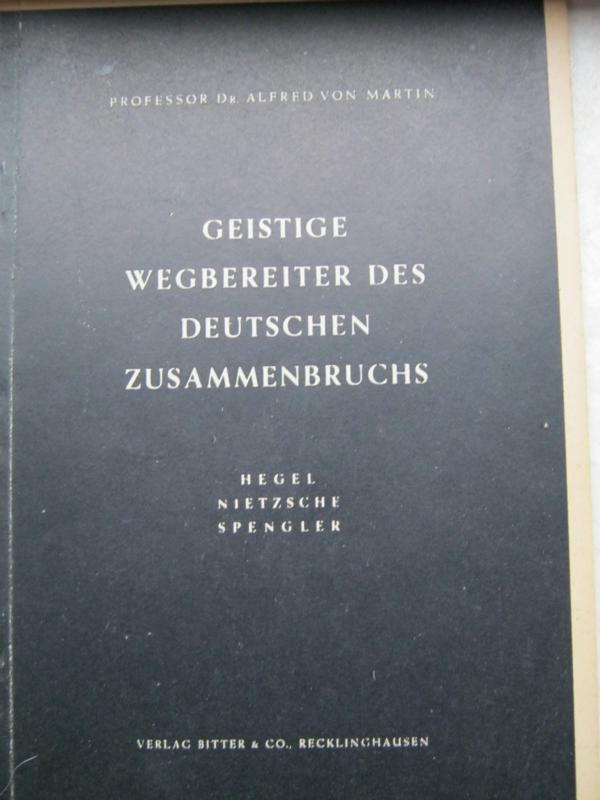
Schrift von 1948

Volker Kruse fasst von Martins Diagnose des Nationalsozialismus in fünf Sätzen zusammen:
- Die nationalsozialistische Diktatur sei nur möglich gewesen, weil eine breite Akzeptanz in der Bevölkerung bestand;
- zu dieser Akzeptanz habe es nur kommen können, weil das nötige Wertebewusstsein gefehlt habe;
- das fehlende Wertebewusstsein sei Folge einer geistigen Verwirrung der deutschen Intelligenz gewesen, was auf das gesamte deutsche Volk abgestrahlt habe;
- die geistige Verwirrung sei von Hegel, Nietzsche und Spengler ausgegangen;[21]
- im deutschen Nationalcharakter sei eine Disposition zu extremen politischen Ausbrüchen verankert.

Im Gegensatz zu fast allen Fachgenossen war von Martin in den Nachkriegsjahren aktiv durch Publikationen und Vorträge bemüht, sich kritisch-soziologisch mit dem Nationalsozialismus auseinanderzusetzen. Er forderte das moralische Engagement des Sozialwissenschaftlers, wofür er von René König ausdrücklich aus der Reihe der deutschen Soziologen hervorgehoben wurde.

### Rezeption in der Soziologie
Alfred von Martins Spätwerk bildet einen „fast vergessenen Anfang der Nachkriegssoziologie“. Er war mit seiner ausschließlich geisteswissenschaftlichen Herangehensweise an die Soziologie und seiner systematisch-enzyklopädischen Ausrichtung in der akademischen Welt von vornherein isoliert. Andere Vertreter der geisteswissenschaftlich orientierten Soziologie, wie Hans Freyer, entstammten der Leipziger Schule der Soziologie und standen dem erklärten Gegner deutschnationaler Ideologie von Martin fern. Zudem war er mit seinem Humanitäts-Anspruch gegenüber der Fachwissenschaft nicht zeitgemäß. Dennoch, das betont Kruse, waren dreißig Jahre später keine gravierenden Irrtümer in von Martins zeitdiagnostischen Arbeiten zur westlichen Nachkriegsgesellschaft zu finden.

## Engagement in der Ökumene und im politischen Christentum
Alfred von Martin war ein gläubiger Christ evangelischer Konfession und Verfechter der Una Sancta (Eine Heilige Kirche). Er wurde 1922 Mitglied der Hochkirchlichen Vereinigung und war 1923/24 deren Zweiter Vorsitzender. Mit der Hochkirchlichen Vereinigung verfolgte er das Ziel, ein sakramentales und katholisches Verständnis von Kirche innerhalb protestantischer Kirchen zu stärken. Dieses Bestreben drückt sich in der Formel „Evangelische Katholizität“ aus. Wegen zunehmender Auseinandersetzungen mit einer „preußischen Gruppe“ verließ er im Herbst 1925 gemeinsam mit der gesamten „katholischen Gruppe“ die Hochkirchliche Vereinigung und gründete mit Karl Buchheim den „Hochkirchlich-Ökumenischen Bund“. Von Martin wurde Herausgeber der Zeitschrift des neuen Bundes „Una Sancta“, die von 1925 bis 1928 erschien. Danach wurde die Zeitschrift in „Religiöse Besinnung“ umbenannt, auch in ihr publizierte er. Zuletzt konvertierte von Martin zur Römisch-Katholischen Kirche.
1922 war er in den Vorstand des katholischen Zentrums gewählt worden, in dem es Bestrebungen gab, die Partei zu einer überkonfessionellen christlichen Partei fortzuentwickeln. Später trat er aus dem Zentrum aus.

## Schriften (Auswahl)
- Über die Frage des Beginnes der Legislaturperiode des deutschen Reichstages und des preußischen Landtags. Breslau 1906 (zugleich: juristische Dissertation).
- Coluccio Salutatis’ Traktat „Vom Tyrannen“. Eine kulturgeschichtliche Untersuchung. Freiburg im Breisgau 1913 (zugleich: philosophische Dissertation).
- Mittelalterliche Welt- und Lebensanschauung im Spiegel der Schriften Coluccio Salutatis. Oldenbourg, München/Berlin 1913.
- Coluccio Salutati und das humanistische Lebensideal. Ein Kapitel aus der Genesis der Renaissance. Teubner, Berlin/Leipzig 1916; Nachdruck der Ausgabe von 1916, Gerstenberg, Hildesheim 1973, ISBN 3-8067-0121-0.
- Romantischer Katholizismus und katholische Romantik. In: Hochland 23 (1925), S. 323–327.
- Soziologie der Renaissance. Zur Physiognomik und Rhythmik bürgerlicher Kultur. Enke, Stuttgart 1932; Zweite, veränderte und vermehrte Auflage, Knecht, Frankfurt am Main 1949; 3. Auflage, Beck, München 1974, ISBN 3-406-04906-0; 4. Auflage: Soziologie der Renaissance und weitere Schriften, hrsg. von Richard Faber und Christine Holste, Springer VS, Wiesbaden 2016, ISBN 978-3-658-10448-1, darin S. 1–116.; engl.: Sociology of the Renaissance (London 1944); span.: Sociología del Renacimiento (1970, ²1977, ³2005).
- Nietzsche und Burckhardt. Reinhardt, München 1941 (4. Auflage, Erasmus-Verlag, München 1947).
- Die Religion in Jakob Burkhardts Leben und Denken. Eine Studie zum Thema Humanismus und Christentum, Reinhardt, München 1942; 2., vermehrte Auflage als: Die Religion Jacob Burckhardts. Eine Studie zum Thema Humanismus und Christentum. Erasmus-Verlag, München 1947.
- Geistige Wegbereiter des deutschen Zusammenbruchs (Hegel, Nietzsche, Spengler). Bitter, Recklinghausen 1948.
- Geist und Gesellschaft. Soziologische Skizzen zur europäischen Kulturgeschichte. Knecht, Frankfurt am Main 1948.
- Der heroische Nihilismus und seine Überwindung. Ernst Jüngers Weg durch die Krise. Scherpe-Verlag, Krefeld 1948.
- Ordnung und Freiheit. Materialien und Reflexionen zu Grundfragen des Soziallebens. Knecht, Frankfurt am Main 1956.
- Soziologie. Die Hauptgebiete im Überblick. Duncker & Humblot, Berlin 1956.
- Mensch und Gesellschaft heute. Knecht, Frankfurt am Main 1965.
- Im Zeichen der Humanität. Soziologische Streifzüge. Knecht, Frankfurt am Main 1974, ISBN 3-7820-0324-1.
- Macht als Problem. Hegel und seine politische Wirkung. Akademie der Wissenschaften und der Literatur, Mainz 1976, ISBN 3-515-02378-X.
- Die Krisis des bürgerlichen Menschen. Ausgewählt und herausgegeben von Richard Faber und Christine Holste. Springer VS, Wiesbaden 2019, ISBN 978-3-658-21572-9.

### Genealogie/Vita
- Gothaisches Genealogisches Taschenbuch, Alter Adel und Briefadel, Justus Perthes, Gotha. Ausgaben 1927, 1929, 1940 (Zugleich: Adelsmatrikel der Deutschen Adelsgenossenschaft).
- Hans Friedrich von Ehrenkrook, Friedrich Wilhelm Euler: Genealogisches Handbuch des Adels (GHdA). B: Briefadel, Band 1 (= Gesamtreihe GHdA. Band 9), C. A. Starke, Glücksburg/Ostsee 1954, S. 284 f. ISSN 0435-2408.